# All You Need
「All You Need」（オール・ユー・ニード）は、MAN WITH A MISSIONの7作目の配信シングル。2020年11月29日にSony Music Records (Sony Music Labels)から配信リリースされた。

## 概要
- 前作『Telescope』から約1ヶ月振りのリリース。
- 3ヶ月連続配信リリースの第2弾。
- 表題曲「All You Need」は、スマートフォン向けゲームアプリ『A.I.M.$ -All you need Is Money-』の主題歌である[3]。
- 本曲について、メンバーのJean-Ken Johnnyは「巨大ナ自由資本主義思想ノ持ツ危ウサナンカモコミカルニシニカルニ描キタクテ書イタ楽曲デス。ヨークカンガエヨーオ金ハ大事ダヨー」とコメントしている[3]。
- 2020年12月26日にスタート予定の自身の新番組WOWOWプライム『WOWGOW MV PROJECT』の第1回にて、『劇団た組』を主宰する脚本家・演出家の加藤拓也が本曲のミュージック・ビデオの演出を担当した[4]。
- 本曲のMVの演出を担当した加藤は、「マンウィズさんと打ち合わせをさせて頂きながらとても懐が深いチームなんだなとしみじみ思い、折角の機会なので今までのMVと違う雰囲気のものにしたいし、なるんじゃないかと思っています。ドラマパートを盛り込んだMVがお題とのことですので。ハードですが、撮影も非常に楽しみです。」とコメントしている[4]。

## 収録曲
1. All You Need
作詞・作曲：Jean-Ken Johnny
編曲：MAN WITH A MISSION, 中野雅之
  - スマートフォン向けゲームアプリ『A.I.M.$ -All you need Is Money-』主題歌

## テレビ演奏
- 日本テレビ系『バズリズム02』(2021年2月12日)「All You Need」